# لويس آغويير
لويس آغويير (17 نوفمبر 1985 في الأوروغواي - ) هو لاعب كرة قدم إيطالي وأوروغواني في مركز الوسط. شارك مع منتخب الأوروغواي تحت 20 سنة لكرة القدم. أما مع النوادي، فقد لعب مع إستريلا دا أمادورا وبنيارول ودينامو موسكو وسبورتينغ براغا وسبورتينغ لشبونة ونادي أكاديميكا كويمبرا ونادي بورتو ونادي سان لورينزو ونادي فيتوريا ونادي ليفربول (مونتفيدو) وأونيفرسيداد دي كونسيبسيون ‏.

## وصلات خارجية
- لويس آغويير على موقع إي إس بي إن إف سي (الإنجليزية)
- لويس آغويير على موقع قاعدة بيانات كرة القدم.إي يو (الإنجليزية)
- لويس آغويير على موقع Soccerway.com (الإنجليزية)
- لويس آغويير على موقع AS.com (الإسبانية)